# Nuestra Belleza Latina
Nuestra Belleza Latina es un concurso de belleza y reality show producido por Univision. Se distribuye por Univisión, en Estados Unidos y Puerto Rico, también se distribuye en México por Televisa y en Venezuela por Venevision y en Honduras por Telecadena.

## Historia
Es un concurso de belleza de televisión de realidad estadounidense que se transmitió en Univision desde 2007 hasta 2016, y luego revivió en 2018. Nuestra Belleza Latina ve a concursantes que residen juntas en una casa en Miami, Florida, compitiendo en desafíos semanales para ganar la corona de Nuestra Belleza Latina. Cada semana, el público que ve vota por sus favoritas, y una o más concursantes son eliminadas. La ganadora recibe un contrato de presentación televisiva de un año con Univision, entre otros premios. Las concursantes del certamen son hispanas y latinoamericanas sin embargo no se incluyen a concursantes de Brasil.

## Formato
Después de las audiciones en seis ciudades diferentes en los Estados Unidos y Puerto Rico entre 12-14 finalistas de diferentes nacionalidades de Lationamerica pueden pasar a la mansión en Miami y vivir juntas lugar en el que reciben las diferentes clases de baile, pasarela, dicción, tele-apuntador y formación física. Las finalistas compiten entre sí cada semana en diferentes retos. Después de cada episodio, el público en el país llega a votar por su concursante favorita a través de llamadas por teléfono o texto. El público tiene la intención de voto basado en el delegado, y no por su nacionalidad, por lo que se le permite tener más de una concursante de un mismo país o tener la misma nacionalidad. Semana a semana las 3 finalistas con menos votos están en peligro, lo que significa que una se salva por las otras concursantes, otra por los jueces y otra es eliminada, aunque en algunos casos raros, una concursante puede ser descalificada (2009 y 2011) y se sustituye por una semifinalista. O una doble eliminación se produce (2011, 2013 y 2018). El espectáculo corre entre 11-13 episodios, teniendo en cuenta las audiciones que serán en los tres primeros episodios, o en algunos casos todas las piezas fundidas en una. Después de que las niñas se redujeron a seis finalistas (2007-2010), a partir de Temporada 5 sólo cuatro finalistas compiten en la final. La ganadora del concurso gana un contrato para ser uno de la nueva personalidad se enfrenta en muchas de Univisión sus programas y entregas de premios, así como otros contratos para diferentes empresas patrocinadoras, la oportunidad de ganar más de $ 250,000 en efectivo y los premios y ser coronados y reinan con el título de Nuestra Belleza Latina por un año. En 2010 como un bono adicional la subcampeona se le dio la oportunidad de convertirse en una anfitriona de Sábado Gigante y un gran premio de $ 50,000 dólares.

## Ganadoras del título
| Año  | Nuestra Belleza Latina | País                 |
| ---- | ---------------------- | -------------------- |
| 2007 | Alejandra Espinoza     | México               |
| 2008 | Melissa Marty          | Puerto Rico          |
| 2009 | Greidys Gil            | Cuba                 |
| 2010 | Ana Patricia González  | México               |
| 2011 | Nastassja Bolívar      | Nicaragua            |
| 2012 | Vanessa De Roide       | Puerto Rico          |
| 2013 | Marisela Demontecristo | El Salvador          |
| 2014 | Aleyda Ortiz           | Puerto Rico          |
| 2015 | Francisca Lachapel     | República Dominicana |
| 2016 | Clarissa Molina        | República Dominicana |
| 2018 | Migbelis Castellanos   | Venezuela            |
| 2021 | Sirey Morán            | Honduras             |

## Países Ganadores del título
| País/Territorio      | Título(s) | Año(s)           |
| -------------------- | --------- | ---------------- |
| Puerto Rico          | 3         | 2008, 2012, 2014 |
| República Dominicana | 2         | 2015, 2016       |
| México               | 2         | 2007, 2010       |
| Honduras             | 1         | 2021             |
| Venezuela            | 1         | 2018             |
| El Salvador          | 1         | 2013             |
| Nicaragua            | 1         | 2011             |
| Cuba                 | 1         | 2009             |

## Temporadas
|    |                    | Temporada 1        | Temporada 2         | Temporada 3         | Temporada 4                   | Temporada 5       | Temporada 6        | Temporada 7             | Temporada 8          | Temporada 9        | Temporada 10      | Temporada 11         | Temporada 12 |
| -- | ------------------ | ------------------ | ------------------- | ------------------- | ----------------------------- | ----------------- | ------------------ | ----------------------- | -------------------- | ------------------ | ----------------- | -------------------- | ------------ |
|    | 1                  | Alejandra Espinoza | Melissa Marty       | Greidys Gil         | Ana Patricia González         | Nastassja Bolívar | Vanessa De Roide   | Marisela De Montecristo | Aleyda Ortiz         | Francisca Lachapel | Clarissa Molina   | Migbelis Castellanos | Sirey Morán  |
| 2  | Mayra Muñoz        | Emeraude Toubia    | Marycarmen López    | Carolina Ramírez    | Gredmarie Colón               | Setareh Khatibi   | Audris Rijo        | Josephine Ochoa         | Nathalia Casco       | Setareh Khatibi    | Yaritza Owen      | Fabién Laurencio     |              |
| 3  | Yara Lasanta       | Dayami Padron      | Catalina López      | Tatiana Delgado     | Nicole Suárez                 | Karol Scott       | Viviana Ortiz      | Nabila Tapia            | Catherine Castro     | Catherine Castro   | Ceylin Rosario    | Lupita Valero        |              |
| 4  | Elizabeth López    | Zoila Ceballos     | Mónica De León      | Bárbara Moros       | Jenny Arzola                  | Nataliz Jiménez   | Bárbara Turbay     | Aly Villegas            | Clarissa Molina      | Bárbara Turbay     | Nancy Alejandre   | Génesis Suero        |              |
| 5  | Raengel Solís      | Leticia Castro     | Janice Bencosme     | Lisandra de la Cruz | Miriam Hernández              | Fanny Vargas      | Marina Ruiz        | Alina Robert            | Mariana Torres       | Ligia De Uriarte   | Massiel Mantilla  | Raishmar Carrillo    |              |
| 6  | Giselle Saouda     | Manuela Arbeláez   | Berenice Guzmán     | Fabiola Barinas     | Patricia Corcino              | Shalimar Rivera   | Odaray Pratz       | María Elena Anaya       | Geisha Montes De Oca | Patricia Corcino   | Andrea González   | Jaky Magaña          |              |
| 7  | Madelis Soto       | Natalia Rivera     | Mónica Pastrana     | Heidy Alvarado      | Diana Cano                    | Ivanna Rodríguez  | Bárbara Falcón     | Prissila Sánchez        | Cynthia Pérez        | Josephine Ochoa    | Vanessa Romo      | Clauvid Daly         |              |
| 8  | Angie Chávez       | Génesis Seguias    | Jennifer Andrade    | Rossibell Mateo     | Maribel De Santiago           | Chanty Vargas     | Zuleyka Silver     | Gabriela Álvarez        | Lisandra Silva       | Nathalia Casco     | Arana Lemus       | / Mia Dio            |              |
| 9  | Martha María López | Aideliz Hidalgo    | Chastelyn Rodríguez | Mayra Zavala        | Darla Delgado                 | Naomi Marroquín   | Essined Aponte     | Valeria Moreno          | Bridget Ruíz         | Zoila Ceballos     | Sheila Laza       | Yelus Ballestas      |              |
| 10 | Joana Parra        | Dayanira Varela    | Susie De Los Santos | Cynthia Piña        | Jocell Villa Juliette Cabrera | Elizabeth Robaina | Karina Hermosillo  | / Yesenia Hernández     | Gloricely Loug       | Anna Valencia      | Elvira Reyes      | Melissa Alemán       |              |
| 11 | Lorraine Lara      | Leana Astorga      | Anna Valencia       | Indiana Sánchez     | Paulette Acosta               | Tatiana Ares      | Fernanda Loconsolo | María Delgado           | Nadyalee Torres      | Berenice Guzmán    | Carmen Batiz      |                      |              |
| 12 | Marlene Álvarez    | Jannet Manzanarez  | Vanessa Lotero      | Agostina Fusari     | Yahaira Nuñes                 | Ligia De Uriarte  | Lilia Fifield      | Carolina Verdura        | Anayeli De Santiago  | Lisandra Silva     | Brenda Smith      |                      |              |
| 13 |                    |                    |                     |                     |                               |                   |                    |                         |                      | Karol Scott        | Andrea Bazarte    |                      |              |
| 14 |                    |                    |                     |                     |                               |                   |                    |                         |                      |                    | Nobiraida Infante |                      |              |

     Ganadora.
     Primera Finalista.
     Segunda Finalista.
     Tercera Finalista.
     Cuarta Finalista.
     Quinta Finalista.
     Sexta Finalista.
     Séptima Finalista.
     Octava Finalista.
     Novena Finalista.
     Décima Finalista.
     Undécima Finalista.
     Duodécima Finalista.
     Décima tercera Finalista.